# Qazi Saïd Qommi
 (février 2018).
Si vous disposez d'ouvrages ou d'articles de référence ou si vous connaissez des sites web de qualité traitant du thème abordé ici, merci de compléter l'article en donnant les références utiles à sa vérifiabilité et en les liant à la section « Notes et références ».
Mohammad Saïd dit Qazi Saïd Qommi (en persan : قاضى سعيد قمى, Qâzi Saʿid Qomi) est un philosophe, juriste et mystique chiite né en 1640 et mort après 1696. Il a également été le médecin personnel et le confident de Chah Abbas II, le septième souverain séfévide.
Il est connu sous le nom de Qazi Saïd Qommi car il a exercé la fonction de Qazi (juge) dans la ville de Qom.
Il a étudié la philosophie sous la direction de Radjab Ali Tabrizi, qui enseignait à la médersa Cheikh Lotfollah d'Ispahan. 